# Doppelseilrolle

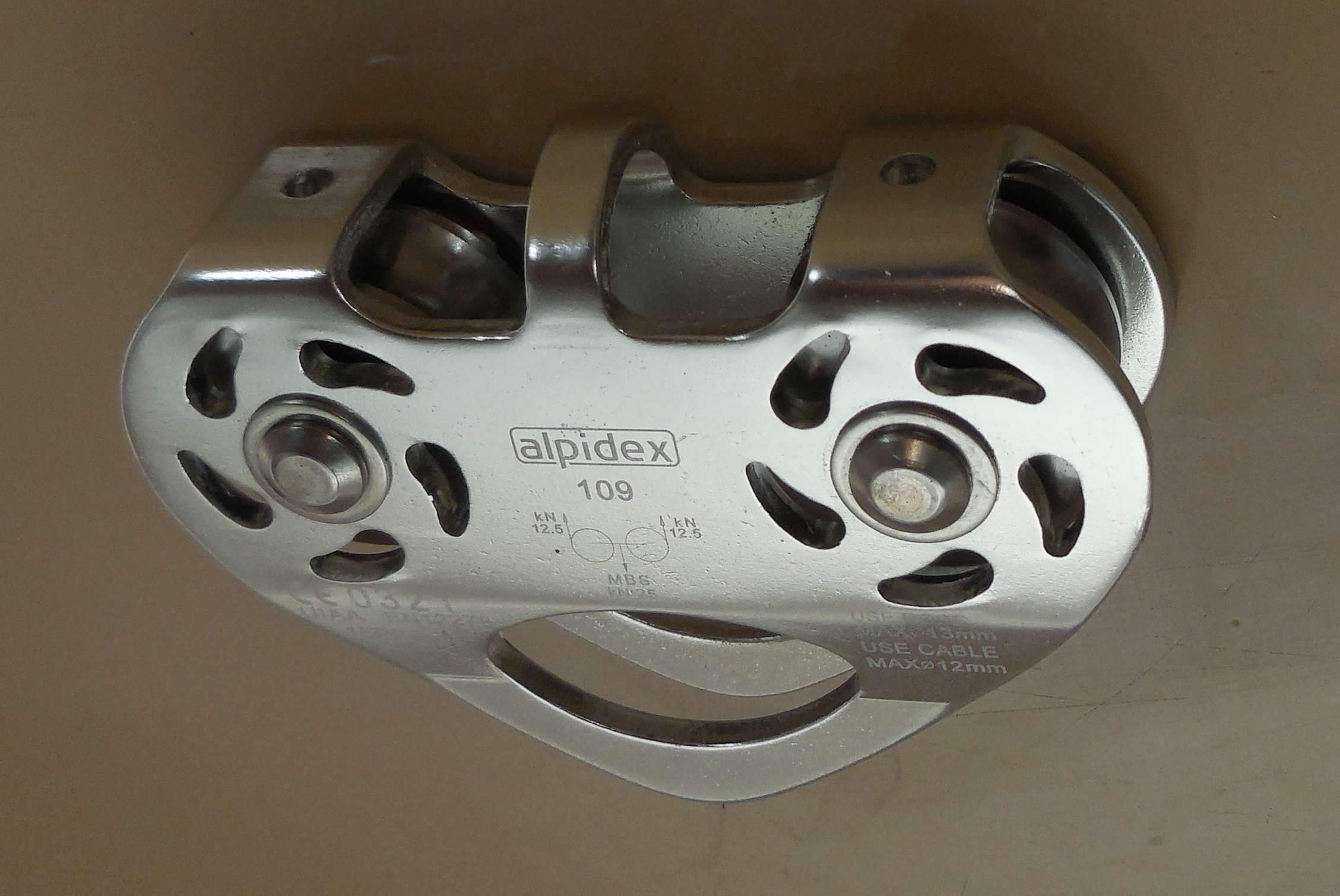
Doppelseilrolle

Eine Doppelseilrolle oder Tandemrolle dient zur Verminderung von Reibungsverlusten bei Flaschenzügen und Seilbahnen.

## Aufbau
Das Gehäuse ist aus Aluminium, die Rollen sind aus Edelstahl (für Stahl- oder Statikseile) oder aus Aluminium (für Statikseile), die Bolzen sind aus Edelstahl und an den Enden vernietet. Die Rollen drehen sich auf einem Gleitlager oder sind kugelgelagert. Die Bruchlast beträgt etwa 25 kN (entsprechend 2500 daN), die Gebrauchslast etwa 10 kN (entsprechend 1000 daN). Eine Tandemrolle wiegt knapp 300 g.
Zum Einhängen werden immer Schraubkarabiner oder selbstsichernde Twist-Lock-Karabiner benutzt.

## Seilbahn

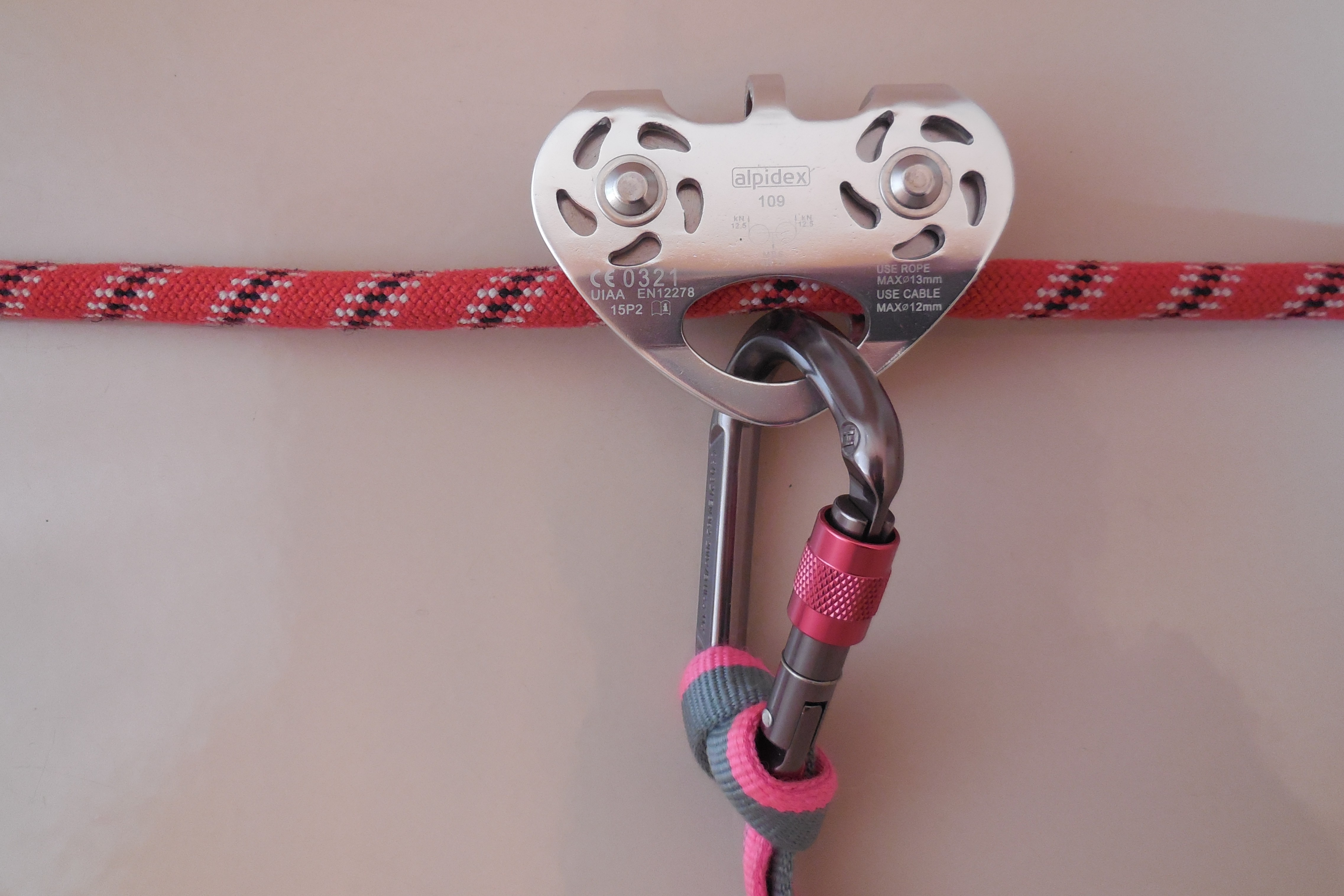
Seilbahn

Für Seilbahnen werden Statikseile bis 13 mm verwendet oder bei Festinstallation meist Stahlseile bis 12 mm. Seilbahnen mit Statikseil werden aus Sicherheitsgründen doppelt gebaut (redundant): zwei Tragseile, zwei Rollen. Stahlseile dürfen nur mit Doppelseilrollen mit Stahlrollen befahren werden, da der Abrieb an Aluminiumrollen zu groß wäre.
Die zulässige Geschwindigkeit beträgt bei Gleitlagern etwa 10 m/s (36 km/h) mit Wirkungsgrad bis 71 %, bei Hochgeschwindigkeitsrollen (Speed-Rollen) mit gekapselten Hochleistungskugellagern bis 20 m/s (72 km/h) mit Wirkungsgrad bis 96 %. Als Karabiner wird immer ein Schraubkarabiner benutzt und die Sicherungsschraube muss sorgfältig verschlossen werden.
Für kommerzielle Seilbahnen in Hochseilgärten gibt es geschlossene Rollen mit fest integriertem selbstsicherndem Karabiner und fest eingespleißter Anbindeschlinge. Damit ist es nicht möglich, mit der Hand in die Rolle zu kommen oder beim Einhängen die Rolle oder den Karabiner zu verlieren. Solche Rollen sind meist aus Edelstahl und wiegen bis 500 g. Seilrollen für Bergsteiger sind oft nach CE EN 12278 geprüft.

## Flaschenzug
Mit einer Doppelseilrolle und einer Einfachseilrolle lassen sich Flaschenzüge bauen mit einem Übersetzungsverhältnis von theoretisch 1:3 und 1:4 oder mit zwei Doppelseilrollen 1:4 und 1:5 (bei einem theoretischen maximalen Wirkungsgrad von 100 %). In der Praxis wird das theoretische Übersetzungsverhältnis durch Reibungsverlust (kleinerer Wirkungsgrad) reduziert, je nach Art der verwendeten Rollen und Seile und anderer Faktoren um 1/3 und mehr. Bei mehreren Rollen in Mehrfachflaschenzügen vergrößert sich die Reibung. Kugelgelagerte Rollen haben einen höheren Wirkungsgrad und bewirken im Flaschenzug eine deutliche Kraftersparnis gegenüber Rollen mit Gleitlager.